# Fünfkampf-Weltmeisterschaft 1954

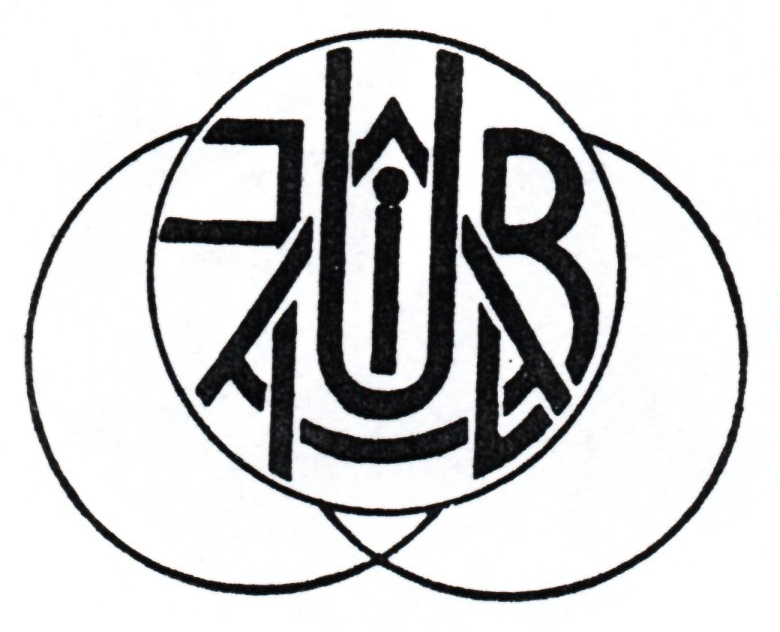
Logo UIFAB (ausrichtender Verband)

Veranstaltungsort: Buenos Aires

Die Fünfkampf-Weltmeisterschaft 1954, auch Pentathlon-Weltmeisterschaft genannt, war das siebte Turnier in dieser Disziplin des Karambolagebillards und fand vom 3. bis zum 7. November 1954 in Buenos Aires statt. Es war die erste Fünfkampf-Weltmeisterschaft in Argentinien.

## Geschichte
15 Jahre nach der letzten Fünfkampf-Weltmeisterschaft fand wieder ein Turnier statt. In Buenos Aires trafen sich acht Spieler zu einem Rekordturnier. Der Argentinier Pedro Leopoldo Carrera gewann ungeschlagen das Turnier und gewann vier der fünf Einzeldisziplinen. Mit Seinem Titelgewinn wurde er zum fünften Mal Weltmeister und löste den Ägypter Edmond Soussa als Rekordweltmeister ab. Seine Leistungen bei dieser Weltmeisterschaft waren in fast allen Disziplinen überragend. Mit Enrique Navarra, der Zweiter wurde, feierten die Argentinier sogar einen Doppelerfolg. Der mit großen Hoffnungen nach Argentinien gereiste Belgier René Vingerhoedt wurde für ihn enttäuschend nur Dritter. Für den Düsseldorfer Siegfried Spielmann, der den deutschen Fünfkampf-Meister Walter Lütgehetmann in Buenos Aires vertrat, reichte es zum vierten Platz. Lütgehetmann, der sich in sehr guter Form befand, musste leider aus beruflichen Gründen die Teilnahme an der Weltmeisterschaft absagen.

## Modus
Gespielt wurde das ganze Turnier im Round Robin Modus.
1. PP = Partiepunkte
2. MP = Matchpunkte
3. VGD = Verhältnismäßiger Generaldurchschnitt
4. BVED = Bester Einzel Verhältnismäßiger Durchschnitt

Ende 1938 wurde auf Antrag des französischen Verbandes von der UIFAB der Multiplikator (Koeffizient zur Ermittelung des VGD) geringfügig geändert. Ab 1954 wurden die Spieldistanzen erhöht. Bei der Berechnung des VGD wurden die erzielten Punkte in folgender Weise berechnet:
Freie Partie: Distanz 500 Punkte (erzielte Punkte mal 1)
Cadre 47/2: Distanz 400 Punkte (erzielte Punkte mal 2)
Einband: Distanz 150 Punkte (erzielte Punkte mal 9)
Cadre 71/2: Distanz 300 (Punkte erzielte Punkte mal 3)
Dreiband: Distanz 50 Punkte (erzielte Punkte mal 40)
Alle Aufnahmen wurden mal 1 gewertet.
Der Fünfkampf wurde pro Match über zwei Tage gespielt.
In der Endtabelle wurden die erzielten Partiepunkte vor den Matchpunkten und dem VGD gewertet.

## Abschlusstabelle
| Legende | Legende                                       |
| --- | --------------------------------------------- |
| Abk. | Bedeutung                                     |
| Pkt. | erzielte Punkte                               |
| Aufn. | benötigte Aufnahmen                           |
| ED | Einzeldurchschnitt                            |
| GD | Generaldurchschnitt                           |
| VGD | Verhältnismässiger Generaldurchschnitt        |
| BMD | Bester Mannschaftsdurchschnitt                |
| BED | Bester Einzeldurchschnitt                     |
| BSD | Bester Satzdurchschnitt                       |
| BEVD | Bester Einzel Verhältnismässiger Durchschnitt |
| HS | Höchstserie                                   |
| MP | Match Points                                  |
| PP | Partie Punkte                                 |
| G-U-V | Gewonnen-Unentschieden-Verloren               |
| SV | Satzverhältnis                                |
| WRP | Weltranglistenpunkte                          |
| | 1. Platz (Gold)                               |
| | 2. Platz (Silber)                             |
| | 3. Platz (Bronze)                             |
| | Bester GD des Turniers/Runde                  |
| | Bester VGD des Turniers/Runde                 |
| | Bester ED des Turniers/Runde                  |
| | Bester BVGD des Turniers/Runde                |
| | Beste HS des Turniers/Runde                   |
| (Evtl. finden nicht alle Begriffe Anwendung oder einige sind nicht aufgeführt. Diese können in der Liste der Karambolage-Begriffe nachgesehen werden.) |                                               |

| Endklassement              | Endklassement          | Endklassement | Endklassement | Endklassement | Endklassement | Endklassement | Endklassement | Endklassement | Endklassement |
| Platz                      | Name                   | G-U-V         | PP            | MP            | Pkte.         | Aufn.         | VGD           | BVED          |               |
| -------------------------- | ---------------------- | ------------- | ------------- | ------------- | ------------- | ------------- | ------------- | ------------- | ------------- |
| 1                          | Pedro Leopoldo Carrera | 28-1-6        | 57:13         | 14:0          | 37138         | 715           | 51,94         | 65,29         |               |
| 2                          | Enrique Navarra        | 23-2-10       | 48:22         | 11:3          | 34959         | 863           | 40,50         | 45,12         |               |
| 3                          | René Vingerhoedt       | 23-1-12       | 45:25         | 10:4          | 35462         | 822           | 43,14         | 57,81         |               |
| 4                          | Siegfried Spielmann    | 18-2-15       | 38:32         | 6:8           | 31487         | 1047          | 30,07         | 31,53         |               |
| 5                          | Joseph Vervest         | 15-0-20       | 30:40         | 6:8           | 30035         | 1030          | 29,16         | 31,02         |               |
| 6                          | Alfredo Ferraz         | 12-1-22       | 25:45         | 3:11          | 29376         | 1110          | 26,46         | 33,69         |               |
| 7                          | José Iglesias-Diaz     | 10-0-25       | 20:50         | 4:10          | 27020         | 1067          | 25,32         | 37,98         |               |
| 8                          | Francisco del Vecchio  | 8-1-26        | 17:53         | 2:12          | 27994         | 1132          | 24,72         | 25,86         |               |
| Turnierdurchschnitt: 32,55 |                        |               |               |               |               |               |               |               |               |

## Disziplintabellen
| Platz                      | Name                   | MP   | Pkte. | Aufn. | GD    | BED    | HS  |
| -------------------------- | ---------------------- | ---- | ----- | ----- | ----- | ------ | --- |
| 1                          | Pedro Leopoldo Carrera | 11:3 | 3362  | 36    | 93,38 | 166,66 | 486 |
| 2                          | Siegfried Spielmann    | 11:3 | 3108  | 48    | 64,75 | 166,66 | 420 |
| 3                          | Enrique Navarra        | 10:4 | 2748  | 39    | 70,46 | 250,00 | 396 |
| 4                          | José Iglesias-Diaz     | 8:6  | 2619  | 42    | 62,35 | 500,00 | 500 |
| 5                          | Joseph Vervest         | 6:8  | 2221  | 29    | 76,58 | 166,66 | 497 |
| 6                          | René Vingerhoedt       | 4:10 | 1931  | 42    | 45,97 | 45,45  | 235 |
| 7                          | Francisco del Vecchio  | 4:10 | 2236  | 74    | 30,21 | 38,46  | 261 |
| 8                          | Alfredo Ferraz         | 2:12 | 1261  | 58    | 21,74 | 45,45  | 230 |
| Turnierdurchschnitt: 52,85 |                        |      |       |       |       |        |     |

| Platz                      | Name                   | MP   | Pkte. | Aufn. | GD    | BED    | HS  |
| -------------------------- | ---------------------- | ---- | ----- | ----- | ----- | ------ | --- |
| 1                          | Pedro Leopoldo Carrera | 14:0 | 2800  | 66    | 42,42 | 100,00 | 209 |
| 2                          | Siegfried Spielmann    | 12:2 | 2455  | 106   | 23,16 | 40,00  | 153 |
| 3                          | Enrique Navarra        | 9:5  | 2269  | 78    | 29,68 | 66,66  | 172 |
| 4                          | René Vingerhoedt       | 9:5  | 2435  | 86    | 28,31 | 100,00 | 182 |
| 5                          | Joseph Vervest         | 4:10 | 1721  | 120   | 14,34 | 21,05  | 172 |
| 6                          | José Iglesias-Diaz     | 4:10 | 1747  | 164   | 10,65 | 28,57  | 123 |
| 7                          | Francisco del Vecchio  | 2:12 | 1846  | 161   | 11,46 | 9,52   | 161 |
| 8                          | Alfredo Ferraz         | 2:12 | 1638  | 151   | 10,84 | 10,81  | 100 |
| Turnierdurchschnitt: 18,14 |                        |      |       |       |       |        |     |

| Platz                     | Name                   | MP   | Pkte. | Aufn. | GD   | BED  | HS |
| ------------------------- | ---------------------- | ---- | ----- | ----- | ---- | ---- | -- |
| 1                         | René Vingerhoedt       | 12:2 | 1047  | 185   | 5,65 | 7,50 | 42 |
| 2                         | Joseph Vervest         | 10:4 | 980   | 245   | 4,00 | 5,17 | 29 |
| 3                         | Enrique Navarra        | 9:5  | 973   | 237   | 4,10 | 4,83 | 38 |
| 4                         | Pedro Leopoldo Carrera | 8:6  | 894   | 191   | 4,68 | 6,25 | 61 |
| 5                         | Alfredo Ferraz         | 7:7  | 898   | 262   | 3,42 | 3,94 | 32 |
| 6                         | Siegfried Spielmann    | 6:8  | 857   | 235   | 3,64 | 5,55 | 42 |
| 7                         | José Iglesias-Diaz     | 2:12 | 773   | 252   | 3,06 | 3,57 | 35 |
| 8                         | Francisco del Vecchio  | 2:12 | 731   | 248   | 2,94 | 3,26 | 31 |
| Turnierdurchschnitt: 3,84 |                        |      |       |       |      |      |    |

| Platz                      | Name                   | MP   | Pkte. | Aufn. | GD    | BED   | HS  |
| -------------------------- | ---------------------- | ---- | ----- | ----- | ----- | ----- | --- |
| 1                          | Pedro Leopoldo Carrera | 12:2 | 2082  | 77    | 27,03 | 60,00 | 159 |
| 2                          | Enrique Navarra        | 10:4 | 1932  | 111   | 17,40 | 33,33 | 159 |
| 3                          | René Vingerhoedt       | 8:6  | 1866  | 98    | 19,04 | 33,33 | 134 |
| 4                          | Joseph Vervest         | 8:6  | 1784  | 168   | 10,61 | 13,63 | 83  |
| 5                          | Alfredo Ferraz         | 8:6  | 1719  | 169   | 10,17 | 16,66 | 60  |
| 6                          | Siegfried Spielmann    | 6:8  | 1572  | 126   | 12,47 | 13,63 | 89  |
| 7                          | José Iglesias-Diaz     | 2:12 | 1170  | 143   | 8,18  | 9,09  | 60  |
| 8                          | Francisco del Vecchio  | 2:12 | 1349  | 166   | 8,12  | 10,71 | 83  |
| Turnierdurchschnitt: 12,73 |                        |      |       |       |       |       |     |

| Platz                      | Name                   | MP   | Pkte. | Aufn. | GD    | BED   | HS |
| -------------------------- | ---------------------- | ---- | ----- | ----- | ----- | ----- | -- |
| 1                          | Pedro Leopoldo Carrera | 12:2 | 348   | 342   | 1,017 | 1,428 | 9  |
| 2                          | René Vingerhoedt       | 12:2 | 341   | 411   | 0,829 | 1,515 | 10 |
| 3                          | Enrique Navarra        | 10:4 | 328   | 399   | 0,824 | 0,960 | 8  |
| 4                          | Francisco del Vecchio  | 7:7  | 286   | 483   | 0,592 | 0,684 | 5  |
| 5                          | Alfredo Ferraz         | 6:8  | 290   | 470   | 0,617 | 0,793 | 7  |
| 6                          | José Iglesias-Diaz     | 4:10 | 261   | 466   | 0,560 | 0,892 | 6  |
| 7                          | Siegfried Spielmann    | 3:11 | 276   | 532   | 0,518 | 0,625 | 6  |
| 8                          | Joseph Vervest         | 2:12 | 255   | 468   | 0,544 | 0,476 | 5  |
| Turnierdurchschnitt: 0,669 |                        |      |       |       |       |       |    |